# چرتو گروئه
چرتو گروئه (به ایتالیایی: Cerreto Grue) یک کومونه در ایتالیا است که در استان آلساندریا واقع شده‌است.

## خصوصیات
چرتو گروئه ۴٫۸ کیلومترمربع مساحت و ۳۴۶ نفر جمعیت دارد.